# Cohors I Morinorum
Die Cohors I Morinorum (deutsch 1. Kohorte der Moriner) war eine römische Auxiliareinheit. Sie ist durch Militärdiplome und Inschriften belegt. In der Inschrift (AE 1972, 148) wird sie als Cohors I Morinorum et Cersiacorum bezeichnet.

## Namensbestandteile
- Morinorum: der Moriner. Die Soldaten der Kohorte wurden bei Aufstellung der Einheit aus dem Volk der Moriner auf dem Gebiet der römischen Provinz Gallia Belgica rekrutiert.

- et Cersiacorum: und der Cersiacer. Bei Cersiacorum handelt es sich vermutlich um einen Fehler für Gesoriacum, einem der Hauptorte der Moriner.

Da es keine Hinweise auf die Namenszusätze milliaria (1000 Mann) und equitata (teilberitten) gibt, ist davon auszugehen, dass es sich um eine reine Infanterie-Kohorte, eine Cohors (quingenaria) peditata, handelt. Die Sollstärke der Einheit lag bei 480 Mann, bestehend aus 6 Centurien mit jeweils 80 Mann.

## Geschichte
Die Kohorte wurde wahrscheinlich nach der Niederschlagung des Bataveraufstands zusammen mit anderen Hilfstruppeneinheiten aufgestellt und kam vermutlich mit Quintus Petillius Cerialis nach Britannien.
Der erste Nachweis der Einheit in der Provinz Britannia beruht auf einem Militärdiplom, das auf das Jahr 103 n. Chr. datiert ist. In dem Diplom wird die Kohorte als Teil der Truppen (siehe Römische Streitkräfte in Britannia) aufgeführt, die in der Provinz stationiert waren. Weitere Diplome, die auf 122 bis 178 datiert sind, belegen die Einheit in derselben Provinz.
Letztmals erwähnt wird die Einheit in der Notitia dignitatum mit der Bezeichnung Cohors prima Morinorum für den Standort Glannibanta. Sie war unter der Leitung eines Tribuns Teil der Truppen, die dem Oberkommando des Dux Britanniarum unterstanden.

## Standorte
Standorte der Kohorte in Britannien waren möglicherweise:
- Glannoventa (Ravenglass): die Einheit wird in der Notitia dignitatum für diesen Standort aufgeführt.

## Angehörige der Kohorte
Folgende Angehörige der Kohorte sind bekannt.

### Kommandeure
- [C(aius)] Mulvius Ofillius Rest[it]utus, ein Präfekt (um 70/78) (AE 1972, 148); er war auch Präfekt der Ala I Vespasiana Dardanorum.
- Q(uintus) Servilius Pacuvianus, ein Präfekt (CIL 3, 2049)